# MBC 뉴스데스크 강원 (MBC강원영동)
《MBC 뉴스데스크 강원》은 MBC 강원영동 TV에서 매주 월요일부터 목요일 오후 8시 30분, 금요일, 일요일 오후 8시 10분에 방송 중인 강원 지역 메인 뉴스 프로그램이다.

## 개요
MBC 강원영동 뉴스데스크로 읽는다.

## 앵커
- 통합 이전에는 옛 강릉MBC 뉴스데스크 시절 앵커만 기재하였다.

### 평일
| 대수 | 진행자 | 진행자 | 진행 기간                           | 비고  |
| 대수 | 남성   | 여성   | 진행 기간                           | 비고  |
| ---- | ------ | ------ | ----------------------------------- | ----- |
| 1기  | 빈칸   | 서지희 | 일자 미상 ~ 일자 미상               |       |
| 2기  | 김현수 | 빈칸   | 일자 미상 ~ 일자 미상               |       |
| 3기  | 빈칸   | 성스리 | 일자 미상 ~ 일자 미상               |       |
| 4기  | 김장원 | 빈칸   | 2012년 일자 미상 ~ 2014년 일자 미상 |       |
| 5기  | 빈칸   | 성스리 | 2014년 일자 미상 ~ 2016년 12월 30일 |       |
| 6기  | 조규환 | 성스리 | 2017년 1월 2일 ~ 2018년 11월 2일    |       |
| 7기  | 김인성 | 김서영 | 2018년 11월 5일 ~ 2019년 9월 20일   |       |
| 8기  | 김상호 | 빈칸   | 2019년 9월 23일 ~ 2019년 11월 13일  |       |
| 9기  | 빈칸   | 성스리 | 2019년 11월 14일 ~ 현재             | [ 1 ] |

### 일요일
| 대수 | 진행자          | 진행 기간                   | 비고 |
| ---- | --------------- | --------------------------- | ---- |
| 1기  | 김인성 아나운서 | 일자 미상 ~ 일자 미상       |      |
| 2기  | 김형호 아나운서 | 일자 미상 ~ 일자 미상       |      |
| 3기  | 배연환 아나운서 | 일자 미상 ~ 일자 미상       |      |
| 4기  | 이준호 아나운서 | 일자 미상 ~ 2024년 8월 25일 |      |

## 경쟁 프로그램
- KBS 뉴스 9 강릉 (KBS 강릉 1TV)
- G1 8 뉴스 (G1방송 TV)